# Datarock
Datarock es una banda noruega de Indietrónica. Han publicado tres EP y su álbum debut Datarock Datarock fue lanzado en el 2005 en 10 países a través de su propio sello YAP (Young Aspiring Professionals) recibiendo reseñas favorables, especialmente en el Reino Unido. Usaron su canción "Give It Up" en Fifa 10, True Stories en Fifa 09 y Fa-Fa-Fa en Fifa 08.

## Origen
Un trío de amigos, Fredrik Saroea, Ketil Mosnes y Kevin O'Brien concibieron la idea del grupo mientras se encontraban en un festival en Bergen, y pronto reclutaron a Tom Mæland. O'Brien y Mæland dejaron la banda un tiempo después, pero Saroea y Mosnes continuaron con el proyecto.

## Estilo
Ellos describen su sonido simplemente como "una mezcla musical de los estilos que les gustan". Enlistan como sus mayores influencias artísticas a Devo, los Talking Heads y los Happy Mondays.

## Miembros
- Fredrik Saroea - voz, guitarra, batería, teclado
- Kjetil Møster: saxofón, teclados, voces
- Thomas Larssen: bajo (también forma parte de la banda noruega Ralph Myerz and the Jack Herren Band)
- Tarjei Strøm: batería (también forma parte de la banda noruega Ralph Myerz and the Jack Herren Band)

### Miembros anteriores
- Tom Mæland - teclados (2000 - 2003)
- Kevin O'Brien - voz (2000)
- Ketil Mosnes – bajo, programación, teclados, coros (2000–2010)

## Discografía

### Álbumes de estudio
- Datarock Datarock (2005)
- Red (2009)
- Face The Brutality (2018)

### EP
- Demo/Greatest Hits (2002)
- Computer Camp Love EP (2003)
- See What I Care EP (2007)
- Catcher In the Rye EP (2010)
- California EP (2011)

### Sencillos
- "Computer Camp Love" (2003)
- "Fa-Fa-Fa" (2006)
- "Bulldozer" (2006)
- "I Used To Dance With My Daddy" (2007)
- "Princess" (2008)
- "Give It Up" (2009)
- "The Pretender" (2009)
- "True Stories" (2009)
- "Amarillion" (2011)
- "Gloria" (Junkie XL feat. Datarock) (2012)